# Оллред, Джен
Джинетт М. (Джен) Оллред (в замужестве — Паулесс; англ. Jeanette M. (Jen) Allred (Powless); род. 17 декабря 1961, Лос-Анджелес, Калифорния) — гуамская легкоатлетка, выступавшая в беге на средние и длинные дистанции и в марафонском беге. Участница летних Олимпийских игр 1992 года, трёхкратная чемпионка и серебряный призёр Южнотихоокеанских игр 1991 года.

## Биография
Джен Оллред родилась 17 декабря 1961 года в американском городе Лос-Анджелес.
Училась в американском колледже Ривер, Калифорнийском университете в Нортридже, университете Северной Флориды и Калифорнийском университете в Сакраменто.
В 1991 году участвовала в чемпионате мира по лёгкой атлетике в Токио. В беге на 3000 метров в полуфинале заняла последнее место, показав результат 10 минут 18,44 секунды.
В том же году завоевала четыре медали на Южнотихоокеанских играх в Порт-Морсби: золотые в беге на 1500, 3000 и 10 000 метров, серебряную в беге на 800 метров.
В 1992 году вошла в состав сборной Гуама на летних Олимпийских играх в Барселоне. В марафонском беге заняла предпоследнее, 36-е место при девяти сошедших с дистанции, показав результат 3 часа 14 минут 45 секунд и уступив 42 минуты 4 секунды завоевавшей золото Валентине Егоровой из Объединённой команды.
По окончании выступлений стала тренером по лёгкой атлетике и кроссу, работала в колледже Сьерра и американском колледже Ривер.

## Личный рекорд
- Марафон — 2:59.43 (1992)[2]

## Семья
Муж — Джек Паулесс. Выходец из индейского племени онейда. Служил в американских ВВС, работает строительным инженером.
Дочь — Шайна Паулесс (род. 1994), американская шоссейная велогонщица.
Сын — Нильсон Паулесс (род. 1996), американский шоссейный велогонщик. В 2020 году участвовал в «Тур де Франс».